# Linnaeoideae
Linnaeoideae, nekadašnja biljna porodica u redu Češljugovinolike (Dipsacales), danas čini potporodicu unutar porodice kozokrvnica. I rod i porodica ime nose u čast ocu suvremene taksonomije Linnaeusu kojemu je cvijet L. borealis, bio omiljen i postao njegov osobni amblem. Opisao ju je Anders Backlund, 1998.

## Rodovi
1. Linnaea Gronov. ex L. (1 sp.)
2. Vesalea M. Martens & Galeotti (5 spp.)
3. Abelia R. Br. (4 spp.)
4. Kolkwitzia Graebn. (1 sp.)
5. Dipelta Maxim. (3 spp.)
6. Diabelia Landrein (4 spp.)